# Vanguardismo

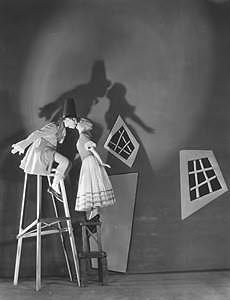
“The ero” («El amor de Zero»), una película de Robert Florey (1927).

El vanguardismo, conocido por su nombre en francés avant-garde /avɑ̃ɡaʁd/, expresión militar que significa «el que va adelante», «el que ocupa la primera línea de combate», se refiere a las personas y a las obras experimentales e innovadoras, en particular en lo que respecta al arte, la cultura, la política, la filosofía y la literatura; representa un empuje de los límites de lo que se acepta con la norma o statu quo, sobre todo en el ámbito cultural. Alude también al conjunto de movimientos artísticos y literarios que se formaron a comienzos del siglo XX en Occidente que rompieron con la tradición académica y buscaron la innovación.
El término vanguardia, frecuente en la historiografía española, francesa e italiana pero no así en la anglosajona, hace referencia al sentido de Avanzadilla con la que los movimientos del periodo asumieron que debían afrontar su producción artística, yendo por delante y rompiendo con el resto de manifestaciones de su momento. Esta actitud dio lugar a que el mito de lo nuevo, con el consiguiente desprecio por todas las realizaciones del pasado, se instale en el ideario de las vanguardias hasta que comenzaron a entrar en crisis poco antes de 1980.
La característica primordial del vanguardismo es la libertad de expresión. Esta se manifiesta alterando la estructura de las obras, abordando temas tabú y desordenando los parámetros creativos. En la poesía se rompe con la métrica y cobran protagonismo aspectos antes considerados irrelevantes, como la tipografía.
La noción de la existencia del vanguardismo es considerada por algunos como una característica del modernismo, a diferencia de la posmodernidad. Muchos artistas se han alineado con el movimiento vanguardista y aún continúan haciéndolo, trazando una historia a partir del dadaísmo, y pasando por los situacionistas hasta artistas posmodernos como los Poetas del Lenguaje, alrededor de la década de 1930. Estos movimientos artísticos renovadores —generalmente dogmáticos— se produjeron en Europa en las primeras décadas del siglo xx; desde donde se extendieron al resto de los continentes —principalmente hacia América, en donde se enfrentaron al modernismo—.
El término también hace referencia a la promoción de reformas sociales radicales; fue este sentido el que evocó el seguidor de Saint-Simon, Olinde Rodrigues, en su ensayo «L'artiste, le savant et l'industriel» («El artista, el científico y el industrial»), de 1825, el cual contiene el primer uso registrado del término «vanguardia» en su sentido ahora habitual: allí, Rodrigues pide a los artistas «servir como el vanguardismo [de la gente]», insistiendo en que «el poder de las artes es, de hecho, la forma más inmediata y rápida para la reforma social, política y económica».

## Contexto histórico y cultural
Desde un punto de vista histórico, el primer tercio del siglo xx se caracterizó por grandes tensiones y enfrentamientos entre las potencias europeas. Por su parte, la Primera Guerra Mundial (entre 1914 y 1918) y la Revolución bolchevique (en octubre de 1917) fomentaron las esperanzas en un régimen económico diferente para el proletariado.

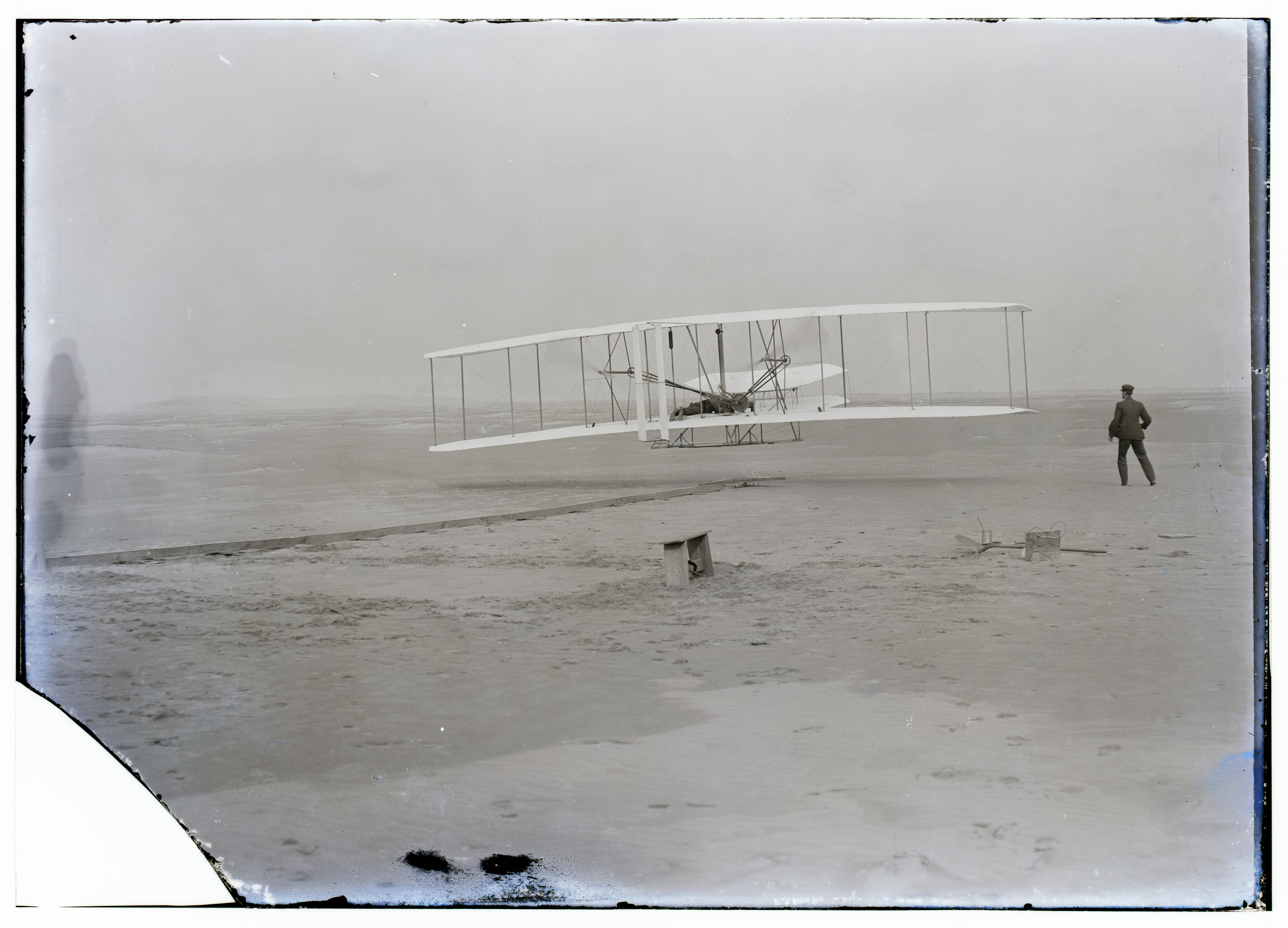
El vuelo de los hermanos Wright.

Tras la década de 1920, época de desarrollo y prosperidad económica conocida como los años locos, vendría el gran desastre de la bolsa de Wall Street (1929) y volvería una época de recesión y conflictos que, unidos a las difíciles condiciones impuestas a los vencidos de la Gran Guerra, provocarían la gestación de los sistemas totalitarios (fascismo y nacionalsocialismo) que conducirán a la Segunda Guerra Mundial.
Desde el punto de vista cultural, fue una época dominada por las transformaciones y el progreso científico y tecnológico: la aparición del automóvil y del avión, el cinematógrafo, el gramófono, etc. El principal valor fue, pues, el de la modernidad o sustitución de lo viejo y caduco por lo nuevo, original y mediado tecnológicamente.
Por su parte, en el ámbito literario era precisa una profunda renovación. De esta voluntad de ruptura con lo anterior, de lucha contra el sentimentalismo, de la exaltación del inconsciente, de lo racional, de la libertad, de la pasión y del individualismo nacerían las vanguardias en las primeras décadas del siglo XX.

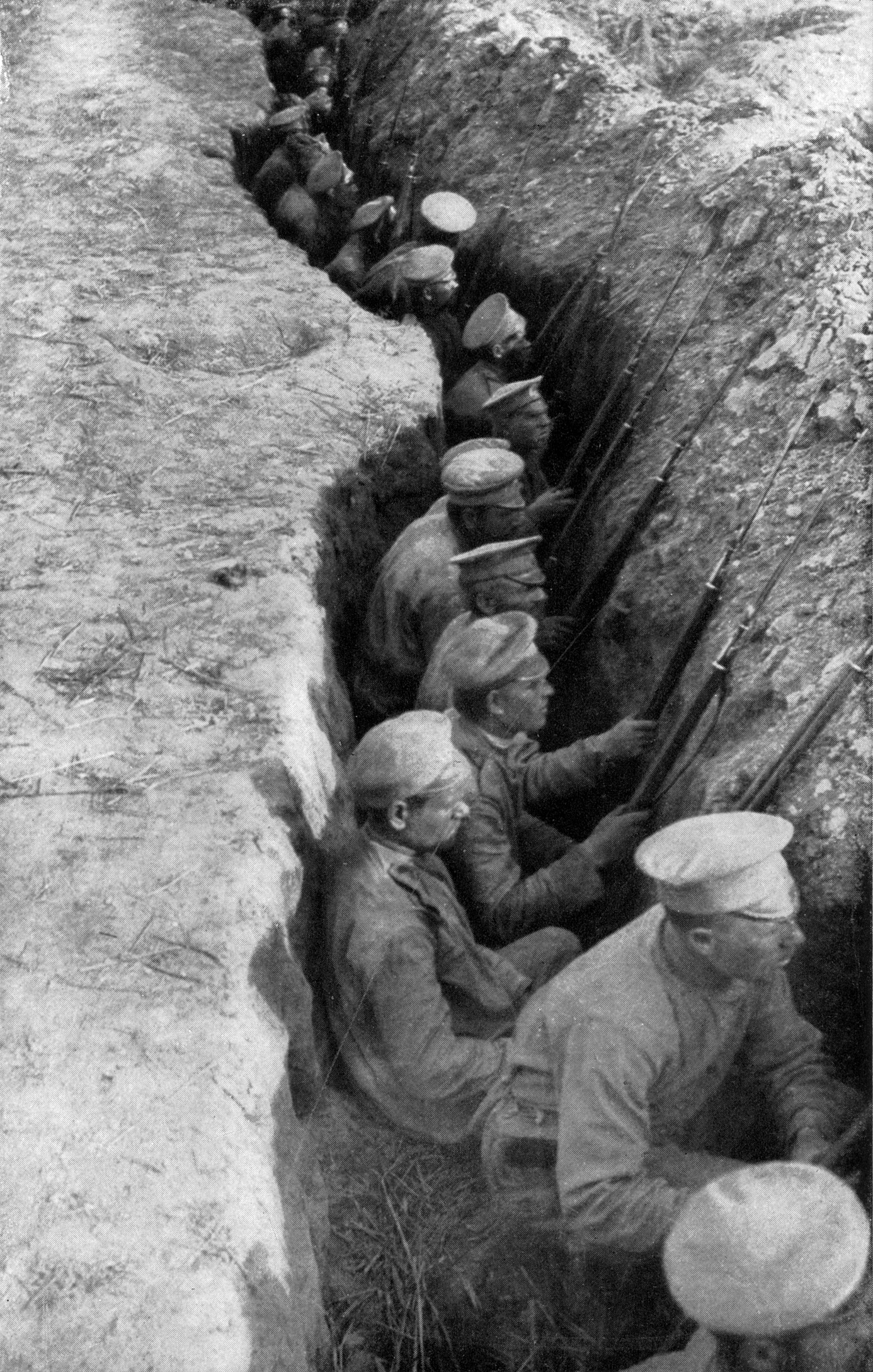
Muchos artistas de este periodo participaron en la I Guerra Mundial.

Europa vivía, al momento de surgir las vanguardias artísticas, una profunda crisis. Crisis que desencadenó la Primera Guerra Mundial, y luego, en la evidencia de los límites del sistema capitalista. Si bien «hasta 1914 los socialistas son los únicos que hablan del hundimiento del capitalismo», como señala Arnold Hauser, también otros sectores habían percibido desde antes los límites de un modelo de vida que privilegiaba el dinero, la producción y los valores de cambio frente al individuo.
Resultado de esto fue la mediocridad intelectual, la pobreza y el encastillamiento artístico contra los que reaccionaron en 1905: Pablo Picasso y Georges Braque con sus exposiciones cubistas, y el futurismo que, en 1909, deslumbrado por los avances de la modernidad científica y tecnológica, lanzó su primer manifiesto de apuesta al futuro y rechazo a todo lo anterior.
Así se dieron los primeros pasos de la vanguardia, aunque el momento de explosión definitiva coincidió, lógicamente, con la I Guerra Mundial, con la conciencia del absurdo sacrificio que esta significaba, y con la promesa de una vida diferente alentada por el triunfo de la revolución socialista en Rusia.
En 1916, en Zúrich (territorio neutral durante la guerra), Hugo Ball, poeta alemán, decidió fundar el Cabaret Voltaire. Esta acta de fundación del dadaísmo, explosión nihilista, proponía el rechazo total:

El sistema DD os hará libres, romped todo. Sois los amos de todo lo que rompáis. Las leyes, las morales, las estéticas se han hecho para que respetéis las cosas frágiles. Lo que es frágil está destinado a ser roto. Probad vuestra fuerza una sola vez: os desafío a que después no continuéis. Lo que no rompáis os romperá, será vuestro amo.
Louis Aragón, poeta francés.

Ese deseo de destrucción de todo lo establecido llevó a los dadaístas, para ser coherentes, a rechazarse a sí mismos: la propia destrucción.

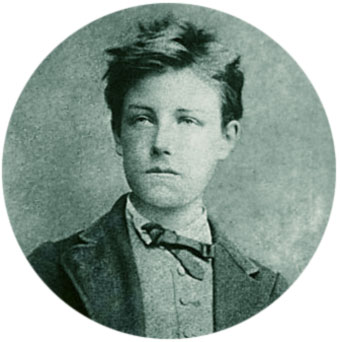
Muchos autores vanguardistas ven en el poeta Arthur Rimbaud a un padre intelectual.

Algunos de los partidarios de Dadá, encabezados por André Breton, pensaron que las circunstancias exigían no solo la anarquía y la destrucción, sino también la propuesta; es así como se apartaron de Tzara, lo que dio punto final al movimiento dadaísta, e iniciaron la aventura surrealista.
La furia Dadá había sido el paso primero e indispensable, pero había llegado a sus límites. Breton y los surrealistas, es decir: superrealistas, unieron la sentencia de Arthur Rimbaud que, junto con Charles Baudelaire, el Conde de Lautréamont, Alfred Jarry, Vincent van Gogh y otros artistas del siglo xix, sería reconocido por los surrealistas como uno de sus «padres»: «Hay que cambiar la vida» se unió a la sentencia de Karl Marx: «hay que transformar el mundo».
Surgió así el surrealismo al servicio de la revolución que pretendía recuperar aquello del hombre que la sociedad, sus condicionamientos y represiones le habían hecho ocultar: su más pura esencia, su Yo básico y auténtico.
A través de la recuperación del inconsciente, de los sueños (son los días de Sigmund Freud y los orígenes del psicoanálisis), de dejarle libre el paso a las pasiones y a los deseos, de la escritura automática (que más tarde cuestionaron como técnica), del humor negro, los surrealistas intentarían marchar hacia una sociedad nueva en donde el individuo pudiese vivir en plenitud (la utopía surrealista).
En este pleno ejercicio de la libertad que significó la actitud surrealista, tres palabras se unieron en un solo significado: amor, poesía y libertad.

## Características del vanguardismo
Una de las características visibles de las vanguardias fue la actitud provocadora. Se publicaron manifiestos en los que se atacaba todo lo producido con anterioridad, que se desechaba por desfasado, al mismo tiempo que se reivindicaba lo original, lo lúdico, desafiando los modelos y valores existentes hasta el momento.
Surgen diferentes ismos (futurismo, dadaísmo, cubismo, constructivismo, ultraísmo, surrealismo, suprematismo, rayonismo, etc.), diversas corrientes vanguardistas con diferentes fundamentos estéticos, aunque con denominadores comunes:
- La lucha contra las tradiciones, procurando el ejercicio de la libertad individual y la innovación
- Audacia y libertad de la forma.
- El carácter experimental y la rapidez con que se suceden las propuestas, unas tras otras.

En la pintura ocurriría una huida del arte figurativo en favor del arte abstracto, suprimiendo la personificación. Se expresaría la agresividad y la violencia, violentando las formas y utilizando colores estridentes. Surgieron diseños geométricos y la visión simultánea de varias configuraciones de un objeto.

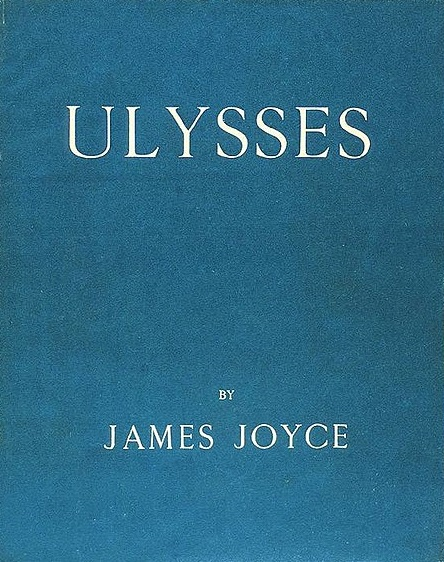
Portada de la primera edición del Ulises de James Joyce.

En la literatura, y concretamente en la poesía, el texto se realizaría a partir de la simultaneidad y la yuxtaposición de imágenes. Se rompió tanto con la estrofa, la puntuación, la métrica de los versos como con la sintaxis, alterando por completo la estructura tradicional de las composiciones (por ejemplo, en el Finnegans Wake o en el final del Ulises de James Joyce). Surgió el caligrama o poema escrito de modo tal que formara imágenes, con el objetivo de acabar con la tóxica sucesividad del hecho escrito o leído.
- El poeta/artista/arquitecto vanguardista no estaba conforme. Como el pasado no le servía, tenía que buscar un arte que respondiera a esta novedad interna que el individuo estaba viviendo, apoyándose en la novedad original que lleva dentro.
- Tenían que abandonarse los temas viejos, carentes de sentido y sin respuestas para el individuo nuevo.
- En algunos movimientos había una tendencia a hacer plástica en la coloración de las palabras.
- En la poesía se jugaba constantemente con el símbolo.
- Las reglas tradicionales de la versificación necesitaban una mayor libertad para expresar adecuadamente su mundo interior.
- Reaccionaba contra el modernismo y contra los imitadores de los maestros de esta corriente; una conciencia social los llevaba a tomar posiciones frente al individuo y su destino.
- Nuevos temas, lenguaje poético, revolución formal, desaparición de la anécdota, propuesta de temas como el anti-patriotismo.
- El punto de vista del narrador comenzaba a ser múltiple.
- Un vínculo estrecho entre el ambiente y los gustos del personaje.
- Comenzaba a profundizarse en el mundo interior de los personajes, presentados a través de sus más escondidos estados del alma.
- No era el tiempo cronológico el que tenía importancia, sino el tiempo anímico, y comenzó a tomarse en cuenta el aspecto de presentación, pues se limitaba a sugerir para que el lector complete; el autor comenzó a exigir presencia de un lector atento que fuese desentrañando los hechos presentados y fuese armando inteligentemente las piezas de la novela de nuestro tiempo. Uno de los mayores exponentes y mejores representantes de esta condición «psicológica» temporal fue Marcel Proust en su célebre obra En busca del tiempo perdido (1913-1927) donde el protagonista de la historia recuerda los veranos de su niñez a través del olor y el gusto que le evoca una magdalena impregnada en té.

## Vanguardismo en la Literatura
El vanguardismo en la literatura surge como una reacción a las normas y tradiciones literarias establecidas. A través de la ruptura con las convenciones narrativas, la poesía y la prosa vanguardista buscan explorar nuevas formas de expresión, desafiando las estructuras y el lenguaje tradicional. Este movimiento se caracteriza por su deseo de innovar y provocar, dando paso a nuevas perspectivas en el arte y la literatura.
- Vanguardismo en la Literatura Persa: En Persia, el vanguardismo surgió como una respuesta a la rigidez de las tradiciones clásicas, especialmente la poesía formal. Autores como Nima Youshij, quien rompió con la métrica tradicional, y Ahmad Shamloo, Sadegh Hedayat, Forough Farrokhzad, Kaveh KakaeiNezhad, Bahram Sadeghi y Yadollah Royaee, introdujeron enfoques innovadores y temas existenciales, surrealistas y de crítica social. Su obra reflejó una evolución hacia la libertad creativa, alejándose de las estructuras fijas y buscando una nueva forma de expresión literaria que abordara la complejidad de la condición humana.
- Características de la Literatura Vanguardista: La literatura vanguardista se distingue por su enfoque experimental en varios aspectos. Esto incluye la exploración de nuevas formas narrativas, como la fragmentación, la escritura automática y el uso de estructuras no lineales. Los escritores vanguardistas juegan con el lenguaje, desafiando las reglas gramaticales y sintácticas para crear nuevos significados. La influencia de otras disciplinas artísticas como la pintura, el cine y la música es fundamental en la vanguardia literaria, promoviendo un enfoque interdisciplinario en la creación artística.
- Influencia Global en la Literatura: El vanguardismo no solo impactó a Europa, sino que también influyó en la literatura de América Latina, el Medio Oriente, Asia y África. En Europa, movimientos como el dadaísmo y el surrealismo fueron pilares de esta transformación. En América Latina, el vanguardismo se fusionó con tradiciones locales, dando origen a géneros como el realismo mágico. En Asia y África, la vanguardia se incorporó a la literatura moderna, redefiniendo las identidades culturales y explorando nuevas formas de narración que abordaban las realidades sociales y políticas de sus respectivas regiones.

## El vanguardismo y sus expresiones
Dentro de las corrientes vanguardistas, los ismos surgieron como propuesta contraria a supuestas corrientes envejecidas y propusieron innovaciones radicales de contenido, lenguaje y actitud vital. Entre ellos se encuentran los siguientes:

### Impresionismo
El impresionismo no fue propiamente un ismo de vanguardia, sino un antecedente contra el que reaccionaron los vanguardistas. Su principal aporte a la liberación del poder expresivo del color liderado por Claude Monet. Los impresionistas aprendieron a manejar la pintura más libre, sin tratar de ocultar sus pinceladas fragmentadas, y la luz se fue convirtiendo en el gran factor unificador de la figura y el paisaje. Pero los pintores impresionistas eran artistas que ya no pretendieron ejercer con su arte una modificación radical en las costumbres de su época ni estaban comprometidos con la voluntad de un gran cambio social. Son la consecuencia del fracaso de las pretensiones de la revolución de 1830, la de 1848 y la Comuna de París. Las discusiones de los impresionistas fueron básicamente técnicas y su pintura puede considerarse una exacerbación del naturalismo a un punto tal que terminaría oponiéndose a los orígenes. El realismo de Courbet afirmaba que en la realidad encontraba la esperanza de un cambio, la potencia de los hombres reales, el movimiento de las fuerzas revolucionarias. Los impresionistas sustituyen las discusiones de contenido por las de la técnica, la luz y el objetivo de la transcripción pictórica.
A finales de 1870 los principales pintores impresionistas ya se conocían bien unos a otros. Por entonces el café Guerbois, en la calle de Batignolles, cerca del taller de Édouard Manet (quien parece que por el momento era la personalidad dominante) se convirtió en el cuartel general de este círculo artístico. La actitud de solidaridad de los impresionistas a comienzos de los años 1870 se expresó de un modo muy revelador en algunos retratos de grupo, como el de Fantin-Latour (Taller en el barrio de Batignolles, 1870) o el de Bazille (El taller del artista en la rue de la Condamine, 1870).
Por primera vez, durante la guerra franco-prusiana los impresionistas tienen que separarse: Pierre-Auguste Renoir y Manet permanecieron en París, Bazille murió en el frente y Monet y Camille Pissarro coincidieron en Londres, donde conocieron a Paul Durand-Ruel, desde entonces el marchante del grupo. De hecho, en 1873 Durand-Ruel se mostraba ya lo bastante seguro de ellos como para preparar un catálogo completo con las existencias de su galería que no llegó a publicarse.

### Expresionismo
El expresionismo fue una corriente pictórica que nació como movimiento a principios del siglo xx, entre 1905 y 1925, en Alemania y otros países centrales en Europa de ámbito germánico y austro-húngaro, ligado al fauvismo francés como arte expresivo y emocional que se opuso diametralmente al impresionismo. Se aglutinó en la década de 1910 en torno a dos grupos: Die Brücke (El puente) y Der Blaue Reiter (El jinete azul). Paralelamente desarrolló su actividad en Viena el grupo de la Secesión, que integraron entre otros Gustav Klimt, Oskar Kokoschka y Egon Schiele. En Noruega el mayor exponente del expresionismo fue Edvard Munch con su obra El grito (1893).
En los 1920 el expresionismo influyó sobre otras artes. El gabinete del doctor Caligari (Robert Wiene, 1919) y Nosferatu, el vampiro (Friedrich Wilhelm Murnau, 1921) iniciaron el expresionismo cinematográfico, y los poetas Georg Trakl y Rainer Maria Rilke llevaron el movimiento al ámbito de la lírica. A menudo se ha incluido también en este movimiento aparte de la enigmática obra literaria de Franz Kafka. Independientemente, en España sustentan principios estéticos expresionistas propios, nacidos de las Pinturas negras y grabados de Francisco de Goya, el Ramón María del Valle-Inclán de los esperpentos y el pintor y escritor José Gutiérrez Solana, autor, por ejemplo, de La España negra (1920).
Entre los principios de esta corriente artística se señalan: la reconstrucción de la realidad, la relación de la expresión literaria con las artes plásticas y la música y la expresión de la angustia del mundo y de la vida a través de novelas y dramas donde se habla de las limitantes sociales impuestas a la libertad del hombre. Pretende expresar filias y fobias del ser humano. Por lo tanto, no requiere de una buena técnica ni de un resultado estéticamente bello.
Se enfrentaría básicamente como la teoría estética a las ideas realistas, a las viejas ideas impresionistas que habían aparecido en Europa en los últimos veinte años del siglo XIX, y plantearía que lo real no es fundamentalmente aquello que vemos en lo exterior, sino aquello que surge en nuestra interioridad cuando vemos, percibimos, intuimos o producimos algo nuevo.

### Fauvismo

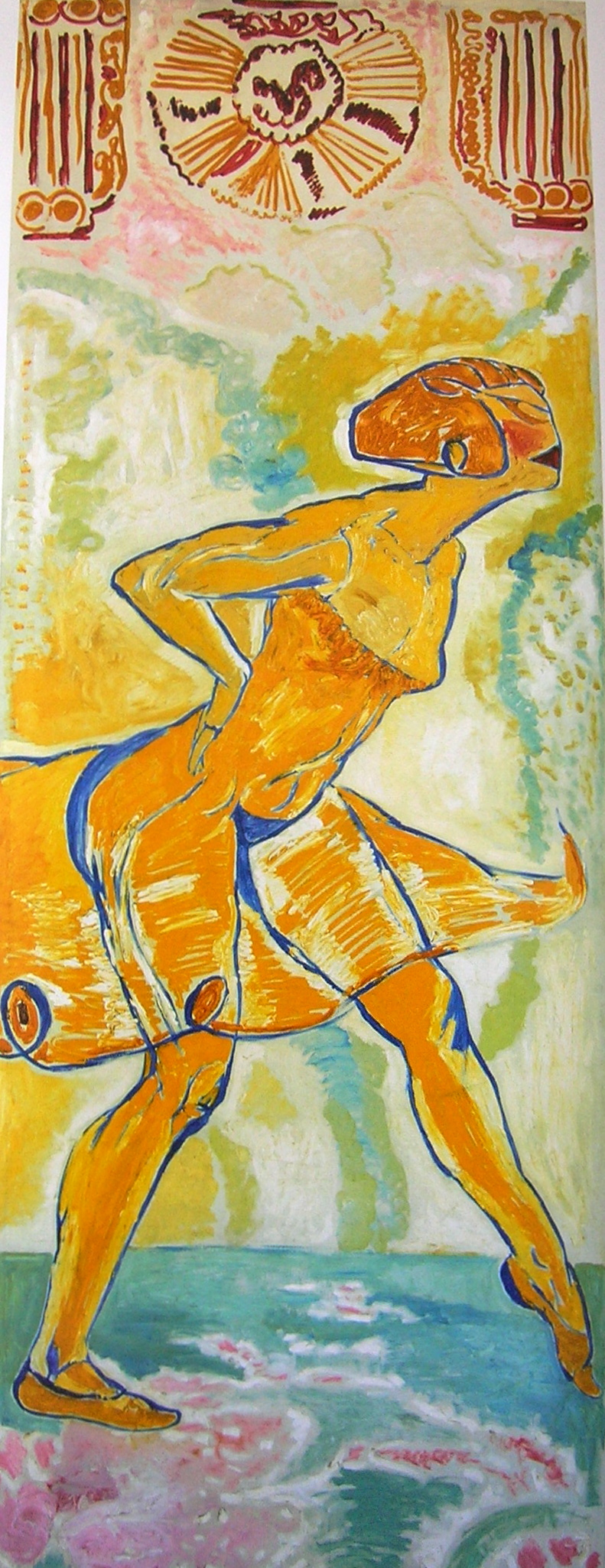
La danseuse jaune (1912) de Alexis Mérodack-Jeanneau.

El fauvismo fue un movimiento de origen francés que se desarrolló entre 1904 y 1908, aproximadamente.
El importante Salón de otoño de 1905, donde se expuso la primera exhibición del grupo cuyo objetivo era lingüísticamente la síntesis forma-color. No se buscaba la representación de los objetos inmersos en la luz solar, sino la de las imágenes más libres que resultaban de la superposición de colores equivalentes a dicha luz. En efecto, los fauvistas consideraban que mediante el color se podían expresar sentimientos. Henri Matisse fue uno de los mayores representantes de esta vanguardia.

### Cubismo

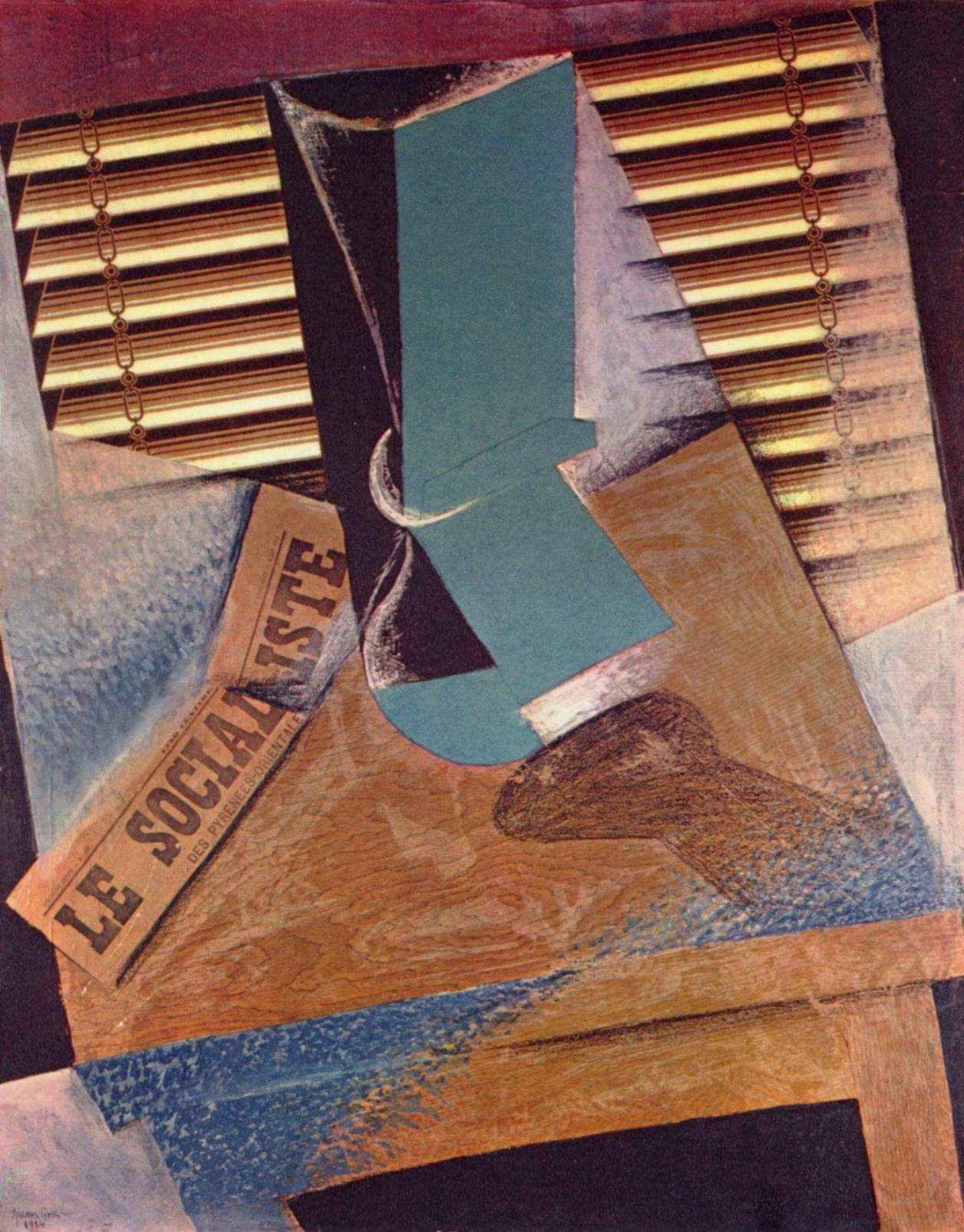
La jalousie, collage de 1914 del español Juan Gris.

El cubismo nació en Francia en 1907. Sus principales rasgos son la asociación de elementos imposibles de concretar, desdoblamiento del autor, disposición gráfica de las palabras, sustitución de lo sentimental por el humor, la alegría y el retrato de la realidad a través de figuras geométricas. Los inspiradores del movimiento fueron Pablo Picasso y Georges Braque. Algunos de los principales maestros fueron Juan Gris, María Blanchard, Fernand Leger, Jean Metzinger y Albert Gleizes, pero con anterioridad Paul Cézanne ya habría marcado el camino.
Dentro de las técnicas usadas se encuentra el collage, y principalmente la descomposición de las imágenes en figuras geométricas para representar el objeto en su totalidad, incluidos todos sus planos, en la obra.
Tuvo dos etapas: un cubismo analítico, que buscaba la descomposición total del objeto, y un cubismo sintético, en el cual se descarta la perspectiva para representar todos los planos del objeto en la misma obra. En la poesía, su estilo más popular fue el caligrama, cuyo principal exponente fue Guillaume Apollinaire.

### Futurismo
El futurismo es un movimiento inicial de las corrientes vanguardias artísticas. Surgió en Milán (Italia) impulsado por el poeta italiano Filippo Tommaso Marinetti, quien recopiló y publicó los principios del futurismo en el manifiesto del 20 de febrero de 1909, en el diario Le Figaro de París. Al año siguiente, los artistas italianos Giacomo Balla, Umberto Boccioni, Carlo Carrà, Luigi Russolo y Mario Jordano firmaron el llamado Manifiesto del Futurismo.

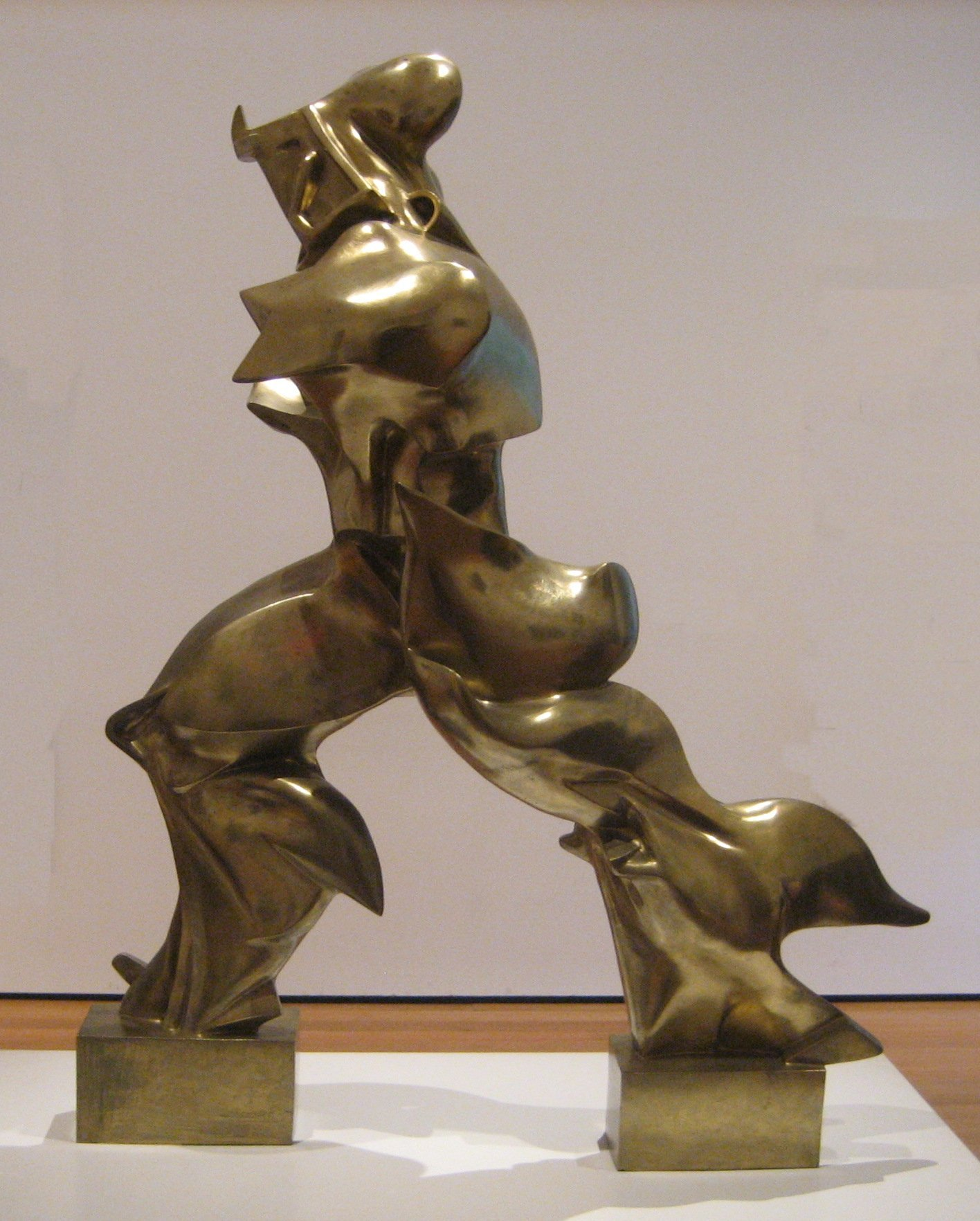
Forme uniche della continuità nello spazio (Formas únicas de la continuidad en el espacio), bronce de Umberto Boccioni, de 1913.

Aunque tuvo una corta existencia, aproximadamente hasta 1944 acabándose con la muerte de Marinetti, su influencia se aprecia en las obras de Marcel Duchamp, Fernand Léger y Robert Delaunay en París, así como en el constructivismo y el futurismo ruso. Los textos futuristas trajeron un nuevo mito: la máquina.
Sirva como síntesis una famosa frase de Marinetti: 

Un automóvil de carreras es más hermoso que la Victoria de Samotracia.
Artículo 4º, Manifiesto del Futurismo.

Este movimiento rompía con la tradición, el pasado y los signos convencionales de la historia del arte. Consideraba como elementos principales de la poesía el valor, la audacia y la revolución, ya que se pregonaba el movimiento agresivo, el insomnio febril, el paso gimnástico, el salto peligroso y la bofetada.
Según su manifiesto, sus postulados eran la exaltación de lo sensual, lo nacional y guerrero, la adoración de la máquina, el retrato de la realidad en movimiento, lo objetivo de lo literario y la disposición especial de lo escrito, con el fin de darle una expresión plástica. Rechazaba la estética tradicional e intentó ensalzar la vida contemporánea, basándose en sus dos temas dominantes: la máquina y el movimiento.

### Dadaísmo

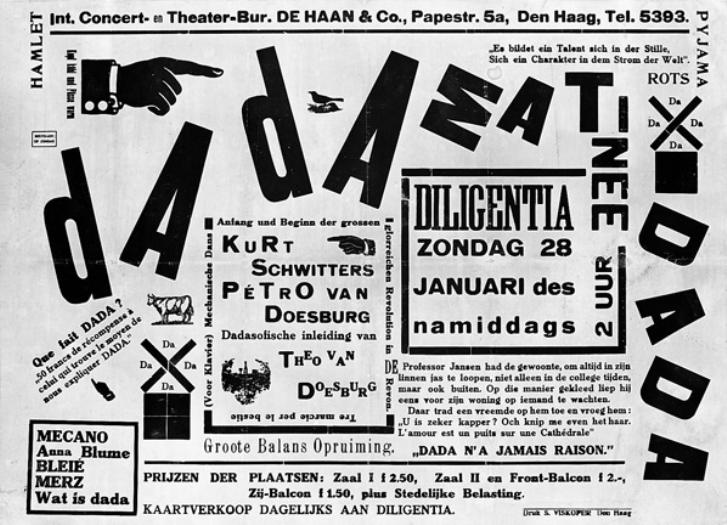
Afiche dadaísta de Theo van Doesburg.

Surgió en Zúrich (Suiza), entre 1916 y 1922. Hugo Ball y Tristan Tzara se hicieron notar como fundadores y principales exponentes. El movimiento creció y rápidamente se extendió a Berlín y a París. Uno de los motivos que llevó al surgimiento de DADA fue la violencia extrema y la pérdida de sentido que trajo la Primera Guerra Mundial. Revelándose contra el statu quo, las convenciones literarias y artísticas y rechazando las convenciones de la sociedad aburguesada —que consideraban egoísta y apática— los dadaístas hicieron de su arte un modus vivendi.
El poema dadaísta solía ser una sucesión de palabras y sonidos, lo que hace difícil encontrarle lógica. Se distinguió por una inclinación hacia lo incierto y a lo absurdo. Por su parte, el procedimiento dadaísta buscaba renovar la expresión mediante el empleo de materiales inusuales, o manejando planos de pensamientos antes no mezclables, con una tónica general de rebeldía o destrucción.
Posteriormente, nació el dadaísmo estadounidense en Nueva York con Francis Picabia y el francés Marcel Duchamp.
Otro exponente del desarrollo del dadaísmo es Salvador Dalí. Una de sus obras representativas fue Las tres esfinges de Bikini (1947), donde aparentemente Dalí tomó como inspiración las explosiones atómicas realizadas en el atolón de Bikini (Micronesia) por Estados Unidos.
El mensaje más importante que el artista quiso transmitir fue la relación hombre-naturaleza.

### Ultraísmo
El ultraísmo apareció en España entre 1918 y 1922, promovido por Rafael Cansinos Assens, como reacción ante el modernismo.
Fue uno de los movimientos que más se proyectó en el mundo de habla hispana, contribuyendo al uso del verso libre, la proscripción de la anécdota y el desarrollo de la metáfora, que se convertiría en el principal centro expresivo.
Fue influido por poetas como Vicente Huidobro (quien también es mencionado como padre del creacionismo), Guillaume Apollinaire y Jorge Luis Borges.

### Surrealismo
Escisión del dadaísmo, cuyo principal representante fue André Breton. El movimiento surrealista se organizó en Francia en la década de 1920 alrededor de André Bretón quien, inspirado en Sigmund Freud, se interesó por descubrir los mecanismos del inconsciente y sobrepasar lo real por medio de lo imaginario y lo irracional.[cita requerida] De él y las veces en que lo conoció habló en "Los vasos comunicantes", título emblemático que se volvería metáfora de parte de su estética creadora, lo mismo que el automatismo o escritura automática, por la que experimentarían con el sueño y el espiritismo, buscando encontrar el arte puro, no contaminado por la conciencia.
Se caracterizó por pretender crear un individuo nuevo recurriendo al humor negro con el fin de destruir el sentimentalismo.
Consistía en la captación de la coincidencia-realidad surgida en un personaje, cuando vive un hecho que le provoca recuerdos recónditos.[cita requerida]
Otros de sus principales representantes fueron Louis Aragon, Elsa Triolet, Salvador Dalí, Luis Buñuel y en Estados Unidos Maya Deren.

### Estridentismo
El estridentismo nació de la mezcla de varios movimientos. Se dio entre 1860 y 1929 en México y se caracterizó por la modernidad, el cosmopolitismo y lo urbano, así como por el inconformismo, el humor negro, el esnobismo, lo irreverente y el rechazo a todo lo antiguo. Su antecedente inmediato fue el futurismo ruso. Entre sus creaciones importantes se cuentan Germán List Arzubide y Manuel Maple.

### Pop Art
Este género nace en Estados Unidos en la década de los 60.